# Network Information Service
Network Information Service, nebo NIS (původní pojmenování Yellow pages, YP) je protokol typu klient-server pro distribuci systémových konfiguračních dat, jako jsou uživatelská jména mezi počítači v počítačové síti. Systém byl původně vytvořen v SUN Microsystems pro centralizaci administrace systémů unixového typu, a je všemi unixovými systémy podporován.
Původní název (YP) musel být změněn, protože jméno "Yellow pages" měla v té době registrována společnost British Telecom jako svou obchodní značku pro telefonní seznamy, podobně jako v České republice Zlaté stránky. Sun změnil název na NIS, přesto všechny příkazy začínají na "yp".
Systém NIS se stará o údržbu a distribuci centrálního adresáře informací o uživatelích a skupinách, jménech počítačů, emailových aliasech a dalších textově založených tabulek informací v počítačové síti. Na příklad v běžném unixovém prostředí je seznam uživatelů pro identifikaci umístěn v /etc/passwd a utajené autentizační hashe v souboru /etc/shadow. NIS přidáva další "globální" seznam uživatelů pro připojení uživatele z jakéhokoli klienta v NIS systému. Figurují zde tři typy hostitelských prostředí master server, slave server a klienty. Master server spravuje a vlastní centrální databázi informací, slave servery ji pouze zrcadlí a klienty se připojují do systému.

## Nástupnické technologie
Původní design NIS měl vrozené nedostatky, zejména v oblasti škálovatelnosti a bezpečnosti, proto byly navrženy další technologie jako náhrada.
Sun představil NIS+ jako součást Solaris 2 v roce 1992 jako eventuálního nástupce NIS. NIS+ obsahuje mnohem silnější bezpečnostní a autentizační funkce, také hierarchický systém umožňující mnohem vyšší škálovatelnost a flexibilitu. Nicméně bylo velmi těžkopádné nastavit administraci a hlavně integrovat tento systém do již existující NIS.
Výsledkem bylo, že mnoho uživatelů zvolilo zůstat u zastaralého systému NIS a později přešlo k modernějším a bezpečnějším systémům, zejména LDAP. Na příklad sldap (standalone LDAP daemon) obvykle běží jako běžný proces (bez oprávnění správce počítače) a nativně je podporováno SASL šifrování komunikace.